# Porta Hassiaca
Die Porta Hassiaca oder Hessische Pforte ist der Durchbruch der Eder aus der Wildunger Senke in die Fritzlarer Ederflur (Naturraum 343.211) und die Waberner Ebene (Naturraum Nr. 343.21). Sie liegt im nordhessischen Schwalm-Eder-Kreis etwa zwei Kilometer westlich der Stadt Fritzlar.
Die Eder fließt dort, aus Westen und vom Edersee kommend, zwischen dem Büraberg an ihrem rechten, südlichen und dem zum Waldecker Buntsandsteinrücken gehörenden Eckerich an ihrem linken, nördlichen Ufer hindurch. Heute fließt sie in einer Rechtskurve dicht am Fuße des Bürabergs entlang, der als nordöstlichste Randhöhe des Hessenwalds von Südwesten her in das Edertal vorspringt, ehe sie dann wieder scharf nach links (Nordwesten) umbiegt und an Fritzlar vorbei nach Ostnordosten fließt.
Am Südufer des Flusses verlaufen zwei wichtige Verkehrsadern, die Bahnstrecke Wabern–Bad Wildungen und die Bundesstraße 253.
Der von Norden kommende Eder-Zufluss Elbe mündet im Bereich der Porta Hassiaca in die Eder.
Bereits im 13. Jahrhundert legte die Stadt Fritzlar in der Porta Hassiaca ein großes Wehr an, um einen Teil des Ederwassers in ihren Mühlengraben umzuleiten. Das Wehr existiert in renovierter Form noch heute und versorgt die Fischzuchtanlage auf der linken Flussseite sowie über den Mühlengraben das in Fritzlar seit 1899 betriebene Laufwasserkraftwerk Blaumühle mit einer installierten Leistung von 362 kW.
Koordinaten: 51° 7′ 30″ N, 9° 14′ 52,8″ O